# Giuseppe Scarpi
Giuseppe Scarpi (né le 25 décembre 1900 et mort le 13 octobre 1952) était un arbitre italien de football des années 1930 et 1940.

## Carrière
Giuseppe Scarpi a officié dans des compétitions majeures : 
- JO 1936 (1 match)
- Coupe Mitropa 1936 (finale aller)
- Coupe du monde de football de 1938 (1 match)